# Metopiana
Metopiana – rodzaj ptaków z podrodziny kaczek (Anatinae) w obrębie rodziny kaczkowatych (Anatidae).

## Rozmieszczenie geograficzne
Rodzaj obejmuje gatunki występujące w Ameryce Południowej i Afryce.

## Morfologia
Długość ciała 48–57 cm; masa ciała 484–1180 g.

## Systematyka
Rodzaj zdefiniował w 1856 roku francuski zoolog Charles-Lucien Bonaparte w artykule poświęconym wyprawie do muzeów Niemiec, Holandii i Belgii, opublikowanym w czasopiśmie Comptes rendus hebdomadaires des séances de l’Académie des sciences. Gatunkiem typowym jest (oznaczenie monotypowe) podgorzałka różowodzioba (M. peposaca).

### Etymologia
- Metopiana i Metopias: epitet gatunkowy Anas metopias Pöppig, 1829[7]; gr. μετωπιας metōpias ‘mieć wysokie czoło, z krzaczastymi brwiami’, od μετωπιον metōpion ‘czoło, brew’, od μετα meta ‘między’; ωψ ōps, ωπος ōpos ‘oko’[8].
- Phaeonetta: gr. φαιος phaios ‘ciemny, brązowy’; νηττα nētta ‘kaczka’[9]. Gatunek typowy (oryginalne oznaczenie): Anas erythrophthalma zu Wied, 1833.
- Phoeoaythia: gr. φαιος phaios ‘ciemny, brązowy’”; rodzaj Aythya Boie, 1822[10].

### Podział systematyczny
Do rodzaju należą następujące gatunki:
- Metopiana peposaca (Vieillot, 1816) – podgorzałka różowodzioba
- Metopiana erythrophthalma (zu Wied, 1833) – podgorzałka czerwonooka